# Odai Al-Saify
Odai Al-Saify (en arabe : عدي الصيفي), né le 26 mai 1986 à Amman, est un footballeur international jordanien d'origine palestinienne. Il évolue au poste d'attaquant ou milieu offensif au Al-Salmiya SC.

## Biographie

### Carrière en club
Odai Al-Saify joue 6 matchs en première division grecque lors de la saison 2009-2010 avec le club du Skoda Xanthi, et 21 matchs en première division chypriote lors de la saison 2010-2011 avec l'Alki Larnaca.

### Carrière internationale
Odai Al-Saify est convoqué pour la première fois en sélection par le sélectionneur national Mahmoud Al-Gohary le 18 juin 2007 lors d'un match du championnat d'Asie de l'Ouest contre la Syrie pour une défaite de 1-0.
Il dispute deux coupes d'Asie : en 2011 et 2015. Il joue trois matchs lors de l'édition 2011 : contre le Japon, l'Arabie saoudite et enfin la Syrie.
Il participe également à trois championnats d'Asie de l'Ouest : en 2007, 2008 et 2010. Il joue enfin 21 matchs comptant pour les éliminatoires des coupes du monde 2010 et 2014.
Au total il compte 83 sélections et 9 buts en équipe de Jordanie depuis 2007.

## Palmarès

### En club
- Avec Shabab Al-Ordon Club :
  - Vainqueur de la Coupe de l'AFC en 2007
  - Champion de Jordanie en 2006
  - Vainqueur de la Coupe de Jordanie en 2006 et 2007
  - Vainqueur de la Coupe JFA de Jordanie en 2008 et 2007
  - Vainqueur de la Supercoupe de Jordanie en 2007

### En sélection nationale
- Finaliste du Championnat d'Asie de l'Ouest en 2008

### Distinction personnelle
- Meilleur buteur de la Coupe de l'AFC en 2007 (5 buts)